# Gahnia sclerioides
Gahnia sclerioides är en halvgräsart som beskrevs av Karen Louise Wilson. Gahnia sclerioides ingår i släktet Gahnia och familjen halvgräs. Inga underarter finns listade i Catalogue of Life.